# 野尻修平
野尻 修平 （のじり しゅうへい、1977年12月18日 - ） は、埼玉県生まれの日本の音楽家。

## 略歴
作曲・編曲・シンセサイザープログラミング・立体音響（3Dサウンド）・音楽マネジメントを冨田勲に師事。
大学在学中に管弦楽のサラウンドアレンジを研究し、2作の5.1chサラウンド作品を制作、日本コロムビアよりCDデビューと同時にインフィニットデザイン音楽出版を設立。自身の活動拠点とする。立体音響の作品（5.1chサラウンド）でデビューを飾るアーティストとしては国内初となる。InterBEE2004国際シンポジウム（音響）ではサラウンドのアプローチを紹介。愛・地球博では企業パビリオンの映像音楽を担当する。以来、科学館や博物館のシアター作品、放送番組テーマ、プラネタリウム、朗読舞台など、2chステレオからマルチchサラウンド対応の音楽を担当する。
立体音響を用いたイベント・コンサートでは、仏法僧に捧げるシンフォニー、東大寺＋HOTEIスペシャルコンサート、慶應義塾創立150周年記念ファンファーレ、日本フィルハーモニー交響楽団第338回名曲コンサート、源氏物語 芸術祭2011などに携わり、クラシックからロックまで幅広いジャンルの立体音響構成を体得する。2003年デビュー当初から一貫して立体音響（3Dサウンド）を追求している。

## 作品

### レコード
- 交響詩ローマ三部作（2003年、日本コロムビア）
- バレエ音楽ペトルーシュカ/ガラパゴスシンフォニー（2004年、日本コロムビア）
- This is DVD-Audio（2004年、日本コロムビア）
- NHKサウンドライブラリー 〜知床・道東～オホーツクの息吹〜（編曲、2004年、NHK出版）
- 交響詩ジャングル大帝2009年改訂版（プロデュース、5.1ミックス、2009年、日本コロムビア）

### 映像音楽（ステレオ作品）
- 中国CATVHDソフト「映像詩 大地といのちの詩」（2004）
- 兵庫県豊岡市「人自然の輝き〜コウノトリの舞う里〜」（2005）
- Muse Research,Inc.「RECEPTOR」デモソング（2005）
- 佐久市子ども未来館 宇宙船地球号「ダイナボード」（2006）
- NHK-hi「仏法僧に捧げるシンフォニー」（音源制作・2006）
- 山野愛子美容博物館「山野愛子の世界」（2006）
- NHK-BS「双方向クイズ にっぽん力」テーマ音楽（2006）
- 九州国立博物館「南蛮屏風〜じろじろぞろぞろ〜」（2007）
- 兵庫県豊岡市「コウノトリのうた」（2007）
- PV「3Dハイビジョンの世界」音楽担当（2007）
- 液晶テレビPV 「into Shape」（2008）
- 冨田勲「惑星・完全版」デジタルノイズ除去（2011）
- 食博覧会・大阪「サクラシアター」（編曲・2013）
- NHK「純と愛」セルビデオ用BGM音源制作（2013）
- NHK「恋するハエ女」セルビデオ用BGM音源制作（2013）
- NHK「あまちゃん」セルビデオ用BGM音源制作（2013）

### 映像音楽（サラウンド作品）
- プロジェクトX展VICTOR館「恐竜博」（5.1chサラウンド、2004）
- ファイルコンバート「ディズニー作品メドレー」（7.1ｃｈサラウンド検聴、2004）
- 愛・地球博 NEDO館
  - 「ロボットの見る夢」（5.1chサラウンド、2005）
  - 「夢見るチカラ」（5.1chサラウンド、2005）
- ごはんミュージアム「メディアボール」（6.2chサラウンド、2007-2008）
- 環境エネルギー館 ワンダーシアター「みんな生きている」（5.1chサラウンド、2008）
- プラネタリウム「Stars of the Pharaohs」（8.1chサラウンド、2008）

### 舞台音楽
- ノッポさんの宮沢賢治～ぼくは賢治さんが大好き！「雪渡り」「注文の多い料理店」「狼森と笊森、盗森」（2013-）

### 立体音場&効果演出（コンサート）
- 東大寺スペシャルコンサート「HOTEI＋東大寺」（立体音場&効果、2008）
- 慶應義塾大学創立150周年記念ファンファーレ（立体音場補助、2010）
- 日本フィルハーモニー交響楽団 第338回名曲コンサート（立体音場&効果、2010）
- 冨田勲・源氏物語芸術祭2011　サラウンド音響効果担当（立体音場&効果、2011）
- アクテリオン「10th Scientific Symposium」テーマソング（立体音場補助、2013）
- アクテリオン「Scientific Symposium」（効果音制作、2014）

### 講演&セミナー
- Steinberg Japan「NUENDO2.0」5.1chサラウンドデモ（2002）
- AES Japan基調講演（冨田勲講演）でのサラウンド作品発表（2003）
- 文化庁主催メディア芸術祭「ArtDemo03」作品発表（2003）
- A&Vフェスタ2003 サラウンド作品発表（2003）
- A&Vフェスタ2004 講演（2004）
- InterBEE2004 国際シンポジウム（音響） 講演（2004）
- AMEI（社団法人音楽電子事業協会）サラウンド講演（2004）
- アジア芸術科学学会 上海音楽学院マスタークラスセミナー講演（2006）
- パイオニアセミナーPASS会 サラウンドセミナー（2006）
- InterBEE2008 国際放送機器展 MI7Japan&SynthaxJapanサラウンドデモ（2008）
- SynthaxJapan PC AudioConcertマルチチャンネル編　ゲスト講師（2009）
- パイオニア：MICK SAWAGUCHIによるサラウンド製作セミナーゲスト講師（2009）
- 岡崎Libra「レコードヒストリー 3Dサウンド体感セミナー」講演（2012）
- 岡崎Libra「交響詩ジャングル大帝2009年改訂版 CD制作ワークショップ」講師（2012）

### メディア他
- エフエム東京「トランス・ワールド・ミュージック・ウェイズ」（2004）
- CBCラジオ「電磁マシマシ」（2012）

### 教育
- 尚美学園大学大学院・冨田勲研究室 専任助手（2006-2012）
- 尚美学園大学総合芸術センター・主任研究員（2008-2012）
- 尚美学園大学非常勤講師（2010-2014）
- 私塾 音ノ雲開塾（2019）